# Zlatni mak
Zlatni mak ili bosiljača (lat. Eschscholzia), rod jednogodišnjeg raslinja i trajnica iz porodice Papaveraceae s 15 priznatih vrsta. Vrste ovog roda raširene su po Sjevernoj Americi, mnoge po Kaliforniji i poluotoku Baja California. Najpoznatija među njima, kapa za spavanje ili kalifornijska bosiljača (Eschscholzia californica) raste po mnogim državama SAD-a, a introducirana je i po mnogim europskim (uključujući Hrvatsku), azijskim i afričkim zemljama.
Rod je ime dobio po ruskom botaničaru baltičkonjemačkog podrijetla J. F. von Eschscholtzu.

## Vrste
1. Eschscholzia androuxii Still
2. Eschscholzia caespitosa Benth.
3. Eschscholzia californica Cham.
4. Eschscholzia elegans Greene
5. Eschscholzia glyptosperma Greene
6. Eschscholzia hypecoides Benth.
7. Eschscholzia lemmonii Greene
8. Eschscholzia lobbii Greene
9. Eschscholzia minutiflora S.Watson
10. Eschscholzia palmeri Rose
11. Eschscholzia papastillii Still
12. Eschscholzia parishii Greene
13. Eschscholzia procera Greene
14. Eschscholzia ramosa (Greene) Greene
15. Eschscholzia rhombipetala Greene